# Ad Freundorfer
Ad Freundorfer (* 28. August 1961 in Kötzting)  ist ein deutscher Bildhauer.

## Leben und Wirken
Freundorfer studierte an der Akademie der bildenden Künste in München bei Leo Kornbrust Bildhauerei. Der Grafiker und Bildhauer lebt und arbeitet nach Aufenthalten in München und Berlin in Lohndorf bei Bamberg. 
Freundorfer initiierte 1994 die Fränkische Straße der Skulpturen. 
In Zusammenhang mit dem Skulpturenweg veranstaltet er in unregelmäßigem Turnus internationale Bildhauersymposien.